# Markéta Khauerová
Markéta Khauerová (* 19. června 1975) je česká regionální politička, starostka Hodkovic nad Mohelkou. Od roku 2020 zasedá v Zastupitelstvu Libereckého kraje. Původní profesí je potravinářská technoložka.
Markéta Khauerová poprvé kandidovala do zastupitelstva Hodkovic n. M. v roce 2006 na kandidátce SNK ED (neúspěšně), v následujících volbách (2010) už v zastupitelstvu města zasedla. Po volbách v roce 2014 se stala hodkovickou starostkou a tento mandát obhájila i ve volbách 2018 a 2022. Od roku 2020 je zastupitelskou Libereckého kraje - nezávislá kandidátka za Starosty pro Liberecký kraj. Není členkou žádné politické strany. Také ve volbách v roce 2024 obhájila z pozice nestraníka za hnutí SLK post zastupitelky Libereckého kraje.
Žije v Hodkovicích n. M. s manželem a má 2 syny. Je spoluzakladatelkou Rodinného centra Motýlek v Hodkovicích n. Mohelkou, které je určeno dětem, rodičům i seniorům a působí i jako trenérka atletiky pro mládež.